# Spenört
Spenört (Laserpitium latifolium) är en växtart i familjen flockblommiga växter.
Den blommar vid mitten eller senare delen av sommaren.

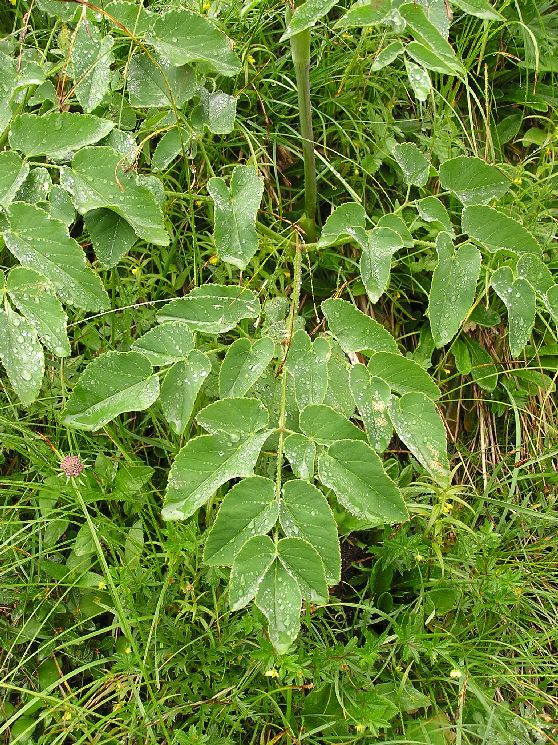
Bladen hos spenört är upprepat parbladiga.